# Spyros Vallas
Spyros Vallas (Elassona, 26 de Agosto de 1981) é um ex-futebolista profissional grego, atuava como zagueiro, militou no Skoda Xanthi, clube que o revelou no qual é ícone.

## Carreira
Spyros Vallas, iniciou a carreira em 1999, no Skoda Xanthi, clube de sua formação, com boa presença ganhou espaço no Olympiakos, em 2003, na equipe de Pireu, foi chamado para chegar no time grego, de Atenas 2004, após os jogos, na equipe do Olympiakso perdeu espaço e foi para o AEL Larissa, por empréstimo, após uma temporada, na época 2007-2008 volta para o Skoda Xanthi, onde está como vice-capitão. Vallas tambem possui passagens pelo navio pirata a Seleção Grega de Futebol.
Vallas representou a Seleção Grega de Futebol nas Olimpíadas de 2004, quando atuou em casa.